# Phiala aurivillii
Phiala aurivillii is een vlinder uit de familie van de Eupterotidae. De wetenschappelijke naam van de soort is voor het eerst voorgesteld als Stybolepis aurivillii door George Thomas Bethune-Baker in een publicatie uit 1915.
De spanwijdte bedraagt 58 millimeter.
De soort komt voor in Zambia.